# Jakkrit Panichpatikum
Jakkrit Panichpatikum (31 de enero de 1973 - 19 de octubre de 2013)
 fue un tirador olímpico tailandés que compitió en las modalidades de Pistola de aire 10 metros, Pistola 50 metros y Pistola rápida de fuego 25 metros.
En los Juegos Olímpicos de Londres 2012 terminó 37.º en la fase de clasificación para la prueba de Pistola de aire 10 metros, en el puesto 14 en la competición de Pistola 50 metros y en el puesto 15 de Pistola rápida de fuego 25 metros.
Fue asesinado a balazos el 19 de octubre de 2013, a manos de sicarios contratados por su suegra, debido a que, al parecer, Jakkrit habría intentado asesinar a su esposa.